# Franciszek Foryś
Franciszek Ignacy Foryś (ur. 19 września 1894, zm. po 26 kwietnia 1921) – polityk i samorządowiec, działacz socjalistyczny i oświatowy; dziennikarz; prezydent Radomia 1919–1921.
Ukończył studia na Wydziale Teologicznym i Prawnym Uniwersytetu Jagiellońskiego oraz na Wydziale Filozoficznym Uniwersytetu Wiedeńskiego, gdzie uzyskał tytuł doktora teologii. W 1917 przyjął święcenia kapłańskie i rozpoczął pracę duszpasterską w diecezji krakowskiej, m.in. w Wadowicach. Jeszcze w tym samym roku przybył do Radomia na zaproszenie Szczęsnego Jastrzębowskiego, aby pracować jako dziennikarz w „Gazecie Radomskiej”. W 1918 Franciszek Bilek zaproponował mu pracę w „Kronice Radomskiej”, którą przyjął. Podjął próbę literacką, debiutując opowiadaniem Życie (publikowanym w odcinkach na łamach „Gazety Radomskiej”). W 1918 był współzałożycielem Towarzystwa Oświatowego „Światło”, organizował w nim odczyty i kursy pod patronatem Rady Związków Zawodowych. Związał się z radomskim Uniwersytetem Ludowym, wygłaszając odczyty dotyczące zagadnień społeczno-politycznych, gospodarczych, etyczno-moralnych i prawniczych. Nadal publikował w prasie. W 1917–1919 pracował jako nauczyciel historii w Gimnazjum im. Jana Kochanowskiego.
W 1919 nawiązał współpracę z Marią i Stanisławem Kelles-Krauzami oraz Romanem Szczawińskim, wiążąc się z radomskimi strukturami PPS. W tym samym roku został przeniesiony w stan świecki. W marcu 1919 został wybrany do Rady Miejskiej, a miesiąc później wybrano go prezydentem Radomia. Pełniąc tę funkcję skupiał się na rozwiązywaniu problemów społecznych, wynikających z wyniszczenia gospodarki w wyniku działań wojennych. Organizował roboty publiczne, przeciwdziałając wysokiemu bezrobociu. Z jego inicjatywy powołano fundusz aprowizacyjny dla potrzebujących, ochronkę dla dzieci oraz dofinansowano szkoły powszechne. W maju 1920 rada przyjęła z wniosku Forysia uchwałę o objęciu patronatem miejskim Święta Pracy (oraz zmiany nazwy ul. Wysokiej na ul. 1 Maja).
Reprezentował silnie lewicowy nurt PPS, sympatyzując z komunistami. W 1921 został z tego powodu postawiony do odpowiedzialności przed sądem partyjnym i wykluczony z ugrupowania. 26 kwietnia 1921 zrezygnował z funkcji prezydenta miasta i wyjechał z Radomia. Nie są znane jego dalsze losy.